# Найджел Бенн — Джеральд Макклеллан
Бій Найджела Бенна проти Джеральда Макклеллана — боксерський чемпіонський поєдинок, на кону якого стояв титул WBC в другій середній вазі, що відбувся 25 лютого 1995 року на «London Arena» в Лондоні.

## Перед боєм
Бій був організований спільно промоутерами Френком Ворреном та Доном Кінгом. Макклеллан вступав у бій як лідер букмекерської контори з коефіцієнтом 1–3, сподіваючись, що він повторить результат своїх попередніх трьох боїв, всі з яких було виграно нокаутом. У разі перемоги Джеральда чекав поєдинок проти Роя Джонса.

## Хід поєдинку
З перших секунд англієць кидається в атаку на свого американського опонента. Та пройшло кілька секунд, і, відірвавшись від суперника, Макклеллан завдає точного удару правою. Потім відкидає супротивника до канатів, і після лівого хука, що прийшовся точно в ціль, Бен незручно завалюється вліво і, пропустивши ще три удари поспіль, вивалюється за канати рингу. Бенн піднімається, і Макклеллан кидається добивати чемпіона. Бенн знов пропускає і намагається ввійти в клінч. Американець завдає удар за ударом, та англієць тримається. Більше того, за секунди до завершення першого раунду чемпіон завдає короткий лівий бічний  удар, який потрапляє Макклеллану точно в голову.
У другому раунді Бенн, що ще не повністю відновився після нокдауну, все йще пропускає набагато більше ударів, ніж американець. Але, в той же час, його захист кращий, ніж у претендента, а рідкісні удари набагато точніші.
В наступних раундах чемпіон перехоплює ініциативу і отримує контроль над боєм. Весь цей час Макклеллан якось дивно тримає капу, немов він недбало її підібрав для бою чи вона йому чомусь заважає. У шостому раунді після одного з ударів Бенна капа вилітає з роту американця.
Поєдинок перетворюється на жорстоку рубку. Суперники виглядають стомленими. Бенн знову був збитий з ніг у восьмому раунді, але добити його Макклеллану знов не вдається. В середині дев'ятого раунду англієць після сильного замаху і промаху завалюється вперед, і, падаючи, зачіпає своєю головою голову американця. Збоку здається, що Макклеллану дуже погано. Він встає на одне коліно і вказує на голову. Рефері дає команду продовжити бій. Макклеллан тримається, намагаючись клінчувати.
В десятому раунді претендент пропускає потужний хук і бере коліно. Ще до кінця відліку рефері він підводиться. Бенн затискає Макклеллана і завдає аперкот — Джі-Мен знову сідає на коліно і чекає закінчення відліку рефері. Бій завершується перемогою Бенна технічним нокаутом. На момент зупинки у двох суддів Макклеллан був попереду, а в одного рахунок був рівним.

## Після бою
Після того, як бій закінчився, Макклеллан повернувся у свій кут, де звалився на спину. Анестезіолог та парамедики надали йому негайну медичну допомогу. Незабаром обидва бійці були доставлені в Королівський лондонський госпіталь. Макклеллан переніс операцію на головному мозку по видаленню тромба, в той час як Бенн знепритомнів у своїй роздягальні після бою через виснаження, але був відпущений з лікарні наступного ранку. Макклеллан провів два тижні в комі й залишив лікарню тільки в серпні 1995 року.

## Наслідки
В результаті бою з Бенном Макклеллан осліп, має проблеми зі слухом, короткочасну втрату пам'яті та потребує інвалідного крісла. Протягом першого року після бою пошкодження головного мозку Макклеллана призвело до того, що він відмовлявся вірити в те, що тепер він осліп, натомість думаючи, що зараз ніч.
На сьогоднішній день його опікою зайняті сестри Ліза і Сандра.